# Gurupi (tiểu vùng)
Gurupi là một tiểu vùng thuộc bang Maranhão, Brasil. Tiều vùng này có diện tích 21558 km², dân số năm 2007 là 177401 người.